# Emma White
Emma White (Duanesburg, 23 agosto 1997) è un'ex pistard, ciclista su strada e ciclocrossista statunitense.
Nella specialità dell'inseguimento a squadre su pista è stata campionessa del mondo 2020 e medaglia di bronzo olimpica ai Giochi di Tokyo 2020.

## Palmarès

### Pista
- 2019

1ª prova Coppa del mondo 2019-2020, Inseguimento a squadre (Minsk, con Jennifer Valente, Christina Birch e Chloé Dygert)
- 2020

6ª prova Coppa del mondo 2019-2020, Inseguimento a squadre (Milton, con Jennifer Valente, Chloé Dygert e Lily Williams)
Campionati del mondo, Inseguimento a squadre (con Jennifer Valente, Chloé Dygert e Lily Williams)

### Strada
- 2014 (Juniores)

Campionati statunitensi, Prova a cronometro Junior
- 2017 (Rally Cycling Women, una vittoria)

4ª tappa Tour of the Gila (Silver City, cronometro)
- 2018 (Rally Cycling Women, una vittoria)

4ª tappa Tour of the Gila (Silver City > Silver City)

#### Altri successi
- 2017 (Rally Cycling Women)

Classifica giovani Thüringen Ladies Tour
- 2018 (Rally Cycling Women)

Classifica a punti Tour of the Gila
Classifica a punti Tour of California
- 2020 (Rally Cycling Women)

Classifica traguardi volanti Tour Cycliste Féminin International de l'Ardèche

### Ciclocross
- 2014-2015

Campionati statunitensi, Junior
- 2015-2016

Charm City Cross #1 (Baltimora)
Charm City Cross #2 (Baltimora)
Cycle-Smart International #2 (Northampton)
NBX Gran Prix of Cross #2 (Warwick)
- 2016-2017

Cycle-Smart International #2 (Northampton)
NBX Gran Prix of Cross #1 (Warwick)
NBX Gran Prix of Cross #2 (Warwick)
- 2017-2018

KMC Cross Fest #2 (Thompsonville)
Gran Prix of Gloucester #1 (Gloucester)
Campionati panamericani, Under-23
Northampton International #1 (Northampton)
Northampton International #2 (Northampton)
Campionati statunitensi, Under-23

## Piazzamenti

### Competizioni mondiali

#### Pista
- Campionati del mondo su pista

Pruszków 2019 - Inseguimento a squadre: 7ª
Berlino 2020 - Inseguimento a squadre: vincitrice
Berlino 2020 - Inseguimento individuale: 6ª
- Giochi olimpici

Tokyo 2020 - Inseguimento a squadre: 3ª

#### Strada
- Campionati del mondo su strada

Ponferrada 2014 - Cronometro Junior: 5ª
Ponferrada 2014 - In linea Junior: 36ª
Richmond 2015 - Cronometro Junior: 2ª
Richmond 2015 - In linea Junior: 2ª
- UCI Women's World Tour

2017: 102ª
2018: 95ª
2019: 159ª

#### Ciclocross
- Campionati del mondo di ciclocross

Bieles 2017 - Under-23: 8ª
Valkenburg 2018 - Under-23: 7ª
- Coppa del mondo di ciclocross[1]

2015-2016 - Elite: 43ª
2016-2017 - Elite: 28ª
2017-2018 - Elite: 28ª

### Competizioni continentali
- Campionati panamericani su pista

Cochabamba 2019 - Inseguimento a squadre: 2ª
Cochabamba 2019 - Inseguimento individuale: 3ª
- Campionati panamericani di ciclocross

Covington 2016 - Under-23: 2ª
Louisville 2017 - Under-23: vincitrice